# Dolmen de l’Etiau
Le dolmen de l'Etiau (ou Ethiau) est un dolmen situé à Coutures, dans le département français de Maine-et-Loire en France.

## Description
Le dolmen a été construit en utilisant l'intervalle existant entre deux énormes blocs de grès naturels auxquels ont été rajoutés une dalle de chevet, une table de couverture et un petit portique d'entrée. De fait, la chambre sépulcrale est orientée au nord. Le bloc qui délimite la chambre côté ouest est couvert d'un grand nombre de stries verticales sur sa face intérieure. « Ces stries ressemblent beaucoup à celles des polissoirs à haches de pierre, elles sont cependant plus étroites et ont une section en V aigu au lieu d'avoir un fond arrondi. »
Le dolmen fut donné à la Société préhistorique de France en 1905 par son propriétaire Lionel Bonnemère, alors président de la dite société.